# Alfred Piper
Alfred Friedrich Ludwig Albert Piper (ur. 20 stycznia 1814 w Damgarten, zm. 18 października 1892 w Rostocku) – pruski polityk, właściciel majątku Wettinhöhe w Zitzschewig (obecnie dzielnica saksońskiego miasta Radebeul).
Nadburmistrz Frankfurtu nad Odrą od 15 maja 1852 (wybrany już 20 stycznia) do 15 maja 1864. W 1855 wprowadził oświetlenie gazowe w mieście.
W latach 1864–1875 wysoki urzędnik (Oberstiftshauptmann) w pruskim Ministerstwie Spraw Wewnętrznych w Berlinie.